# Christine Sinclair
Christine Margaret Sinclair, OC (* 12. Juni 1983 in Burnaby, British Columbia) ist eine kanadische Fußballspielerin. Sie spielt für den Portland Thorns FC. Außerdem war sie von 2000 bis 2023 für die Kanadische Nationalmannschaft aktiv. Seit dem 20. Februar 2010 ist sie Rekordnationalspielerin Kanadas und seit dem 29. Januar 2020 Weltrekordtorschützin. Im Dezember 2012 wurde Sinclair in Kanada als erste Fußballerin mit der seit 1936 vergebenen Lou Marsh Trophy als Sportler des Jahres ausgezeichnet. Ihr größter Erfolg ist der Gewinn der Goldmedaille bei den Olympischen Sommerspielen 2020, die wegen der COVID-19-Pandemie erst 2021 stattfanden.

## Werdegang
Bereits im Alter von elf Jahren wurde Sinclair in das U-14-Juniorinnen All-Star Team der Provinz British Columbia berufen. Mit der Burnaby South Secondary School holte sie drei Ligameisterschaften. Im Jahre 2000 gab sie beim Algarve-Cup ihr Debüt in der kanadischen Nationalmannschaft. Bei dem Turnier war sie die beste Torschützin ihrer Mannschaft.
Ein Jahr später wechselte sie an die University of Portland. In der ersten Saison erzielte sie 23 Tore und wurde damit die erfolgreichste Torschützin aller „Freshmen“ (Spieler/-innen in der ersten Collegesaison). Das Magazin „Soccer America“ kürte sie zum „Freshman of the year“ und Sinclair wurde ein All-American (Auswahl der besten Collegespieler/-innen der Saison).
2002 erzielte sie beim CONCACAF Women’s Gold Cup sieben Tore und teilte sich die Torjägerkrone mit Charmaine Hooper und der US-Amerikanerin Tiffeny Milbrett. Mit der U-19-Nationalmannschaft wurde sie bei der Weltmeisterschaft 2002 in Kanada Vizeweltmeister. Dabei erzielte sie zehn Tore und wurde Torschützenkönigin und als beste Spielerin ausgezeichnet.
Auch national war das Jahr für Sinclair sehr erfolgreich. Mit 26 Toren wurde sie Torschützenkönigin der Collegeliga. Im Finale gegen die Santa Clara University erzielte sie zwei Tore und sicherte ihrer Mannschaft so die Meisterschaft. Wieder wurde sie zum „All American“ gewählt und wurde zur Spielerin des Jahres der West Coast Conference. 2003 belegte sie mit der kanadischen Nationalmannschaft den vierten Platz bei der Weltmeisterschaft.
Ihre letzte Collegesaison 2005 wurde zu einem historischen Jahr. Mit 39 Toren wurde sie erneut Torschützenkönigin und stellte dabei einen neuen Ligarekord auf. Im Finale gegen UCLA Bruins schoss sie zwei Tore beim 4:0-Sieg ihrer Mannschaft. Sie wurde von der West Coast Conference erneut zur Spielerin des Jahres gewählt und wurde erst die zweite Spielerin, die diese Auszeichnung dreimal erhielt. Schließlich wurde sie als dritte Fußballspielerin überhaupt mit dem Honda-Broderick Cup als Collegesportlerin des Jahres ausgezeichnet.
Seit 2006 spielte sie für die Vancouver Whitecaps Women in der W-League. Ebenfalls 2006 wurde sie zur kanadischen Fußballerin des Jahres gewählt.
Am 30. August 2007 machte Sinclair ihr 100. Länderspiel in einem Freundschaftsspiel gegen Japan.
2008 nahm sie an den Olympischen Spielen in Peking teil, wo sie mit ihrem Team im Viertelfinale mit 1:2 n. V. gegen die USA ausschied.
Am 20. Februar 2010 erzielte sie in Larnaka beim 3:0 gegen Polen ihr 100. Länderspieltor und gehört damit zu den zwölf Spielern, denen dies bisher gelang.
Von 2009 bis 2010 spielte sie in der Women’s Professional Soccer für FC Gold Pride, 2011 für Western New York Flash. Mit beiden Teams gewann sie den WPS-Titel.
Am 23. Januar 2011 machte sie beim Vier-Nationen-Turnier in der Volksrepublik China gegen die USA ihr 150. Länderspiel.
Am 26. Juni 2011 erlitt sie im WM-Eröffnungsspiel gegen Deutschland einen Nasenbeinbruch. Eine Auswechslung lehnte sie ab und erzielte in der 82. Minute den 1:2-Anschlusstreffer und ist damit erste Spielerin, die bei einer WM ein Tor gegen Nadine Angerer erzielte, die zuvor in 621 WM-Minuten keinen Treffer kassiert hatte. Das Tor wurde anschließend für die Wahl zum "Tor des Turniers" nominiert. Im zweiten Spiel gegen Frankreich spielte sie mit einer Gesichtsmaske. Zehn Minuten vor Ende des mit 0:4 verlorenen Spieles wurde sie aus kurzer Distanz von einem Ball im Gesicht getroffen und musste kurz behandelt werden. Auch beim anschließenden 0:1 gegen Nigeria spielte sie mit Gesichtsmaske. Laut ihrer Trainerin konnte sie durch die Verletzung nur 40 % ihrer Leistungsfähigkeit bringen. Durch die Niederlage schied Kanada ohne Punktgewinn als Gruppenletzter aus.

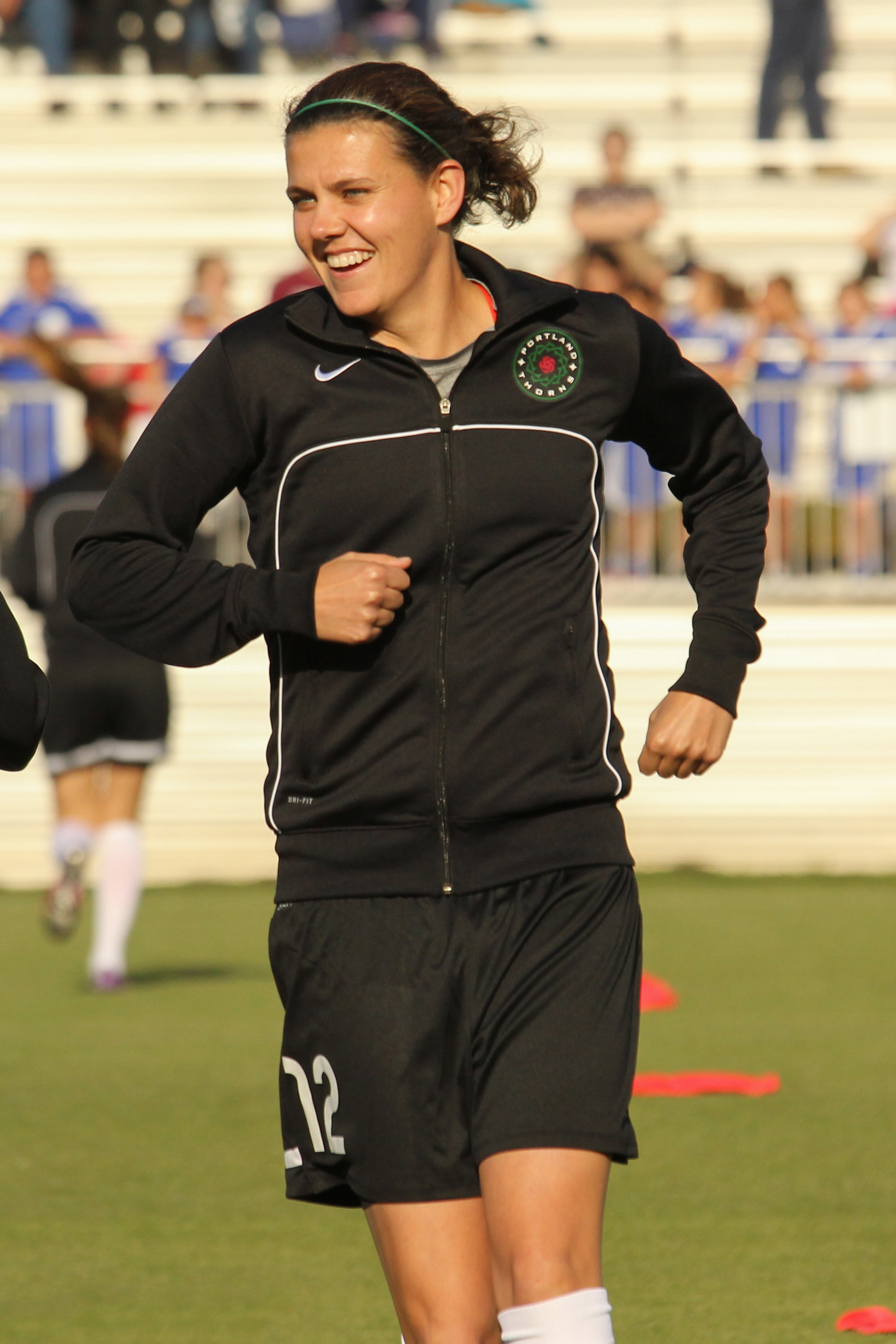
Christine Sinclair bei den Portland Thorns (2013)

Beim Qualifikationsturnier für die Olympischen Spiele 2012 erzielte sie neun Tore und wurde Torschützenkönigin. Dabei traf sie in allen Spielen außer dem mit 0:4 gegen die USA verlorenen Finale, mindestens einmal.
2012 war sie mit der kanadischen Nationalmannschaft ebenfalls Teilnehmerin bei den Olympischen Sommerspielen und erreichte mit Kanada nach der Auftaktniederlage gegen Weltmeister Japan als einer der beiden besten Gruppendritten noch das Viertelfinale. Dort gewannen sie gegen die Gastgeberinnen. Im Halbfinale gegen die USA brachte sie ihre Mannschaft dreimal in Führung, musste aber immer wieder den Ausgleich und in der Nachspielzeit der Verlängerung noch das 3:4 hinnehmen. Im Spiel um den dritten Platz gegen Frankreich führte sie ihre Mannschaft zum 1:0-Sieg und gewann damit erstmals eine Medaille bei Olympischen Spielen. Mit sechs Toren wurde sie Torschützenkönigin des Turniers und liegt damit mit insgesamt acht Toren zusammen mit den beiden Brasilianerinnen Marta und Pretinha auf dem vierten Platz der Rekordtorschützinnen-Liste. Da sie die Leistungen der Schiedsrichterin im Halbfinale kritisiert hatte, wurde sie von der FIFA für vier Spiele gesperrt und mit einer Geldstrafe belegt. Damit konnte sie am Vier-Nationen-Turnier 2013 und am 6. März 2013 nicht am ersten Spiel des Zypern-Cup 2013 teilnehmen. Es ist das bis heute einzige Spiel der Kanadierinnen beim Zypern-Cup, bei dem sie nicht zum Einsatz kam. Insgesamt bestritt sie 30 von 31 Spielen beim Zypern-Cup.
Da sich Western New York Flash 2012 auflöste, war sie zunächst vereinslos.
In der Saison 2013 spielte sie in der neugegründeten National Women’s Soccer League, der höchsten amerikanischen Profiliga im Frauenfußball für den Portland Thorns FC.
Am 12. Dezember 2013 machte sie als 13. Spielerin und erste Kanadierin ihr 200. Länderspiel und erzielte dabei ihr 147. Länderspieltor.
Am 15. Januar 2015 erzielte sie in ihrem 217. Länderspiel im Rahmen des Vier-Nationen-Turnier 2015 gegen China ihr 150. und 151. Länderspieltor. Sie gewann mit ihrer Mannschaft das Turnier und wurde zur wertvollsten Spielerin des Turniers gewählt.
Im Mai 2015 brachte die kanadische Post eine Briefmarke zur WM 2015 heraus, die Sinclair und ihre Mitspielerin Kadeisha Buchanan in der Nationalmannschaft zeigt.
Bei der WM 2015 erzielte sie im Eröffnungsspiel in der Nachspielzeit per Elfmeter den 1:0-Siegtreffer.

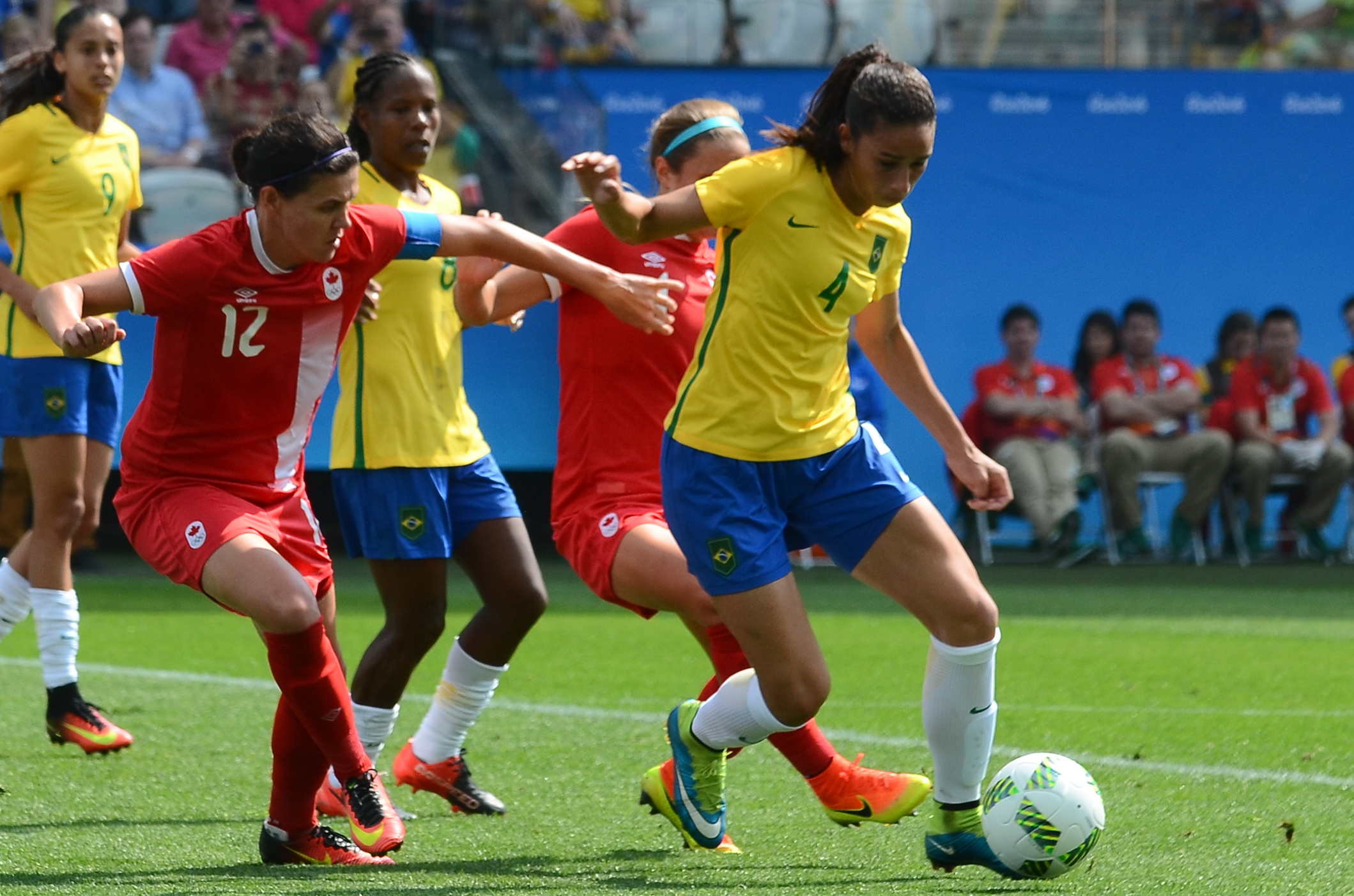
Christine Sinclair (links) bei den Olympischen Spielen 2016 im Spiel um Platz 3 gegen Brasilien

Am 13. Dezember 2015 erzielte sie ihr 158. Länderspieltor, womit sie zunächst zusammen mit der US-Amerikanerin Mia Hamm zweitbeste Torschützin der Welt war. Am 14. Februar 2016 wurde sie dann beim Qualifikationsturnier für die Olympischen Sommerspiele 2016 mit ihrem 159. Länderspieltor alleinige zweitbeste Torschützin. Nur Abby Wambach, die am 16. Dezember 2015 ihr letztes Länderspiel bestritt, hat mit 184 Toren mehr Tore erzielt. Insgesamt kam sie im Turnier zu vier Einsätzen – davon nur zwei in der Startelf – bei denen sie drei Tore erzielte, u. a. zwei im Halbfinale beim 3:1 gegen Costa Rica, wodurch sich die kanadische Mannschaft für die Olympischen Spiele qualifizierte. Bei den Olympischen Spielen erreichte sie mit ihrer Mannschaft als einzige ohne Punktverlust die K.-o.-Runde, wobei sie im ersten Spiel gegen Australien das Tor zum 2:0-Endstand erzielte und auch beim 3:1 gegen Simbabwe das zweite Tor erzielte. Beim Vorrundensieg gegen Deutschland – dem ersten Sieg der Kanadierinnen gegen Deutschland – kam sie aber nicht zum Einsatz. In der K.-o.-Runde kam sie dann wieder in allen Spielen zum Einsatz, verlor mit ihrer Mannschaft aber im Halbfinale gegen Deutschland. Damit standen sie wie vier Jahre zuvor im Spiel um die Bronzemedaille, wo sie auf Gastgeber Brasilien trafen. Das Spiel war ihr 250. Länderspiel und mit ihrem Tor zum zwischenzeitlichen 2:0 (Endstand 2:1) trug sie nicht nur zum Gewinn der Medaille bei, sondern ist nun auch mit insgesamt 11 Toren zweitbeste Torschützin bei Olympischen Spielen.
Beim CONCACAF Women’s Gold Cup 2018 trug sie mit vier Toren dazu bei, dass sich die Kanadierinnen für die WM 2019 qualifizieren konnten. Am 25. Mai 2019 wurde sie für die WM 2019 nominiert. Sie kam bei ihrer fünften WM-Teilnahme in den vier Spielen der Kanadierinnen zum Einsatz und wurde nur im Gruppenfinale gegen die Niederlande in der 69. Minute ausgewechselt – neun Minuten nachdem sie mit ihrem zehnten WM-Tor den 1:1-Ausgleich erzielt hatte. Mit diesem Tor wurde sie nach Marta die zweite Spielerin, die bei fünf WM-Teilnahmen immer mindestens ein Tor erzielen konnte. Zwar musste ihre Mannschaft nach ihrer Auswechslung noch ein Gegentor hinnehmen und wurde so Gruppenzweiter, der Achtelfinaleinzug stand aber schon zuvor fest. Im Achtelfinale schied sie dann mit ihrer Mannschaft gegen den späteren Dritten Schweden aus. Mit nun 21 WM-Einsätzen liegt sie auf dem 13. Platz der Spielerinnen mit den meisten WM-Spielen.
Am 29. Januar 2020 stellte sie im Rahmen der CONCACAF-Qualifikation für die Olympischen Spiele beim 11:0-Sieg gegen St. Kitts und Nevis zunächst in der 7. Spielminute durch einen verwandelten Foulelfmeter zur 1:0-Führung den Weltrekord von Abby Wambach mit ihrem 184. Länderspieltor ein und steigerte ihn in der 23. Minute auf 185 Tore.
Im Juni 2021 wurde sie für die wegen der COVID-19-Pandemie um ein Jahr verschobenen Olympischen Spiele nominiert und kam dort im ersten Gruppenspiel zu ihrem 300. Länderspiel. Obwohl die Kanadierinnen nur zwei Spiele regulär gewannen, holten sie erstmals die Goldmedaille, da sie kein Spiel verloren und zwei Remis-Spiele, darunter das Finale gegen Schweden, im Elfmeterschießen gewannen.
Bei der CONCACAF W Championship 2022 kam sie in den drei Gruppenspielen, dem Halbfinale und im Finale zum Einsatz und erzielte beim 6:0-Sieg im Gruppenspiel gegen Trinidad und Tobago ein Tor. Bereits mit dem Einzug ins Halbfinale qualifizierten sich die Kanadierinnen für die Fußball-Weltmeisterschaft der Frauen 2023 in Australien und Neuseeland. Im Finale verloren sie gegen die USA.
Im Oktober 2022 gewann sie mit Portland zum dritten Mal die NWSL-Meisterschaft.
Am 9. Juli 2023 wurde sie für die WM 2023 nominiert – ihrer sechsten WM-Teilnahme. Sie kam in jedem der drei Spiele ihres Teams zum Einsatz, wobei sie zweimal aus- und einmal eingewechselt wurde, und schied mit ihrer Mannschaft nach der Vorrunde aus. Sie war die älteste Spielerin im Kader und nach Kristine Lilly (2007) die zweite Spielerin, die mit mehr als 300 Länderspielen an einer WM-Endrunde teilnahm.
Im Dezember 2023 trat sie aus der Nationalmannschaft nach 331 Einsätzen und 190 Toren zurück.

## Erfolge
- NCAA-Meister 2002, 2005
- Women’s Professional Soccer Meister 2010, 2011
- National Women’s Soccer League Meister 2013, 2017, 2022
- Panamerikanische Spiele 2011: Goldmedaille
- Torschützenkönigin des CONCACAF Women’s Gold Cup 2002
- Torschützenkönigin der U-19-Frauenfußball-Weltmeisterschaft 2002
- Torschützenkönigin der NCAA Division I 2002, 2005
- Torschützenkönigin des Qualifikationsturnieres für die Olympischen Spiele 2012
- Bronzemedaillen bei den Olympischen Spielen 2012 und 2016
- Torschützenkönigin der Olympischen Spiele 2012
- Zypern-Cup-Sieger 2008, 2010,
- Rekord-Torschützin des Zypern-Cups (17 Tore[29])
- Algarve-Cup-Siegerin 2016
- Beste Torschützin des Algarve-Cup 2018 (zusammen mit zwei anderen Spielerinnen)
- Goldmedaille bei den Olympischen Spielen 2020

## Auszeichnungen
- Lou Marsh Trophy 2012
- Fußballerin des Jahres 2000, 2004, 2005, 2006, 2007, 2008, 2009, 2010, 2011, 2012, 2013, 2014, 2016, 2018[30][31]
- Goldener Ball (Beste Spielerin) der U-19-Frauenfußball-Weltmeisterschaft 2002
- NCAA Freshmen of the year 2001
- NCAA All-American 2001, 2002, 2004
- West Coast Conference Player of the year 2002, 2004, 2005
- Honda-Broderick Cup (Collegesportlerin des Jahres) 2005
- Aufnahme in Canada’s Walk of Fame: 2013[32]
- Nominiert für die Wahl zur Weltfußballerin des Jahres 2013[33]